# Ondřej Berndt
Ondřej Berndt (* 29. září 1988 Jablonec nad Nisou) je bývalý český alpský lyžař a olympionik.

## Kariéra
Svého prvního závodu se Bzúčastnil v lednu 2004. Ve slalomu na Klínovci skončil na 59. místě. Ve světovém poháru debutoval v lednu 2009. Ve slalomu v Záhřebu vypadl v prvním kole. V listopadu 2009 poprvé závodil také v evropském poháru, avšak nenastoupil do druhého kola halového závodu ve Wittenburgu. Své první body do evropského poháru získal díky 17. místu v závodě ve Svatém Víglu v prosinci 2013.
Své první body do světového poháru získal v lednu 2017 ve Wengenu v kombinaci, kde skončil na 23. místě. Světový pohár 2016/17 v kombinaci dokončil na 36. místě. Zúčastnil se čtyř světových šampionátů. Jeho nejlepším výsledkem bylo 17. místo ve slalomu na mistrovství světa 2021.
V březnu 2022 ukončil profesionální kariéru.

## Osobní život
Jeho partnerkou je česká alpská lyžařka Tereza Nová, kterou rovněž trénuje.

## Úspěchy

### Olympíjské hry
- Pchjongčchang 2018: 9. místo v soutěži družstev, 16. místo v alpské kombinaci, 35. místo v super-G

### Mistrovství světa
- Svatý Mořic 2017: 32. v alpské kombinaci, 39. v super-G, 43. ve sjezdu
- Åre 2019: 9. místo v soutěži družstev, 36. místo v alpské kombinaci, 50. místo ve sjezdu
- Cortina d'Ampezzo 2021: 17. místo ve slalomu